# Chauffayer
Chauffayer is een plaats en voormalige gemeente in het Franse departement Hautes-Alpes (regio Provence-Alpes-Côte d'Azur) en telt 334 inwoners (1999). De plaats maakt deel uit van het arrondissement Gap.

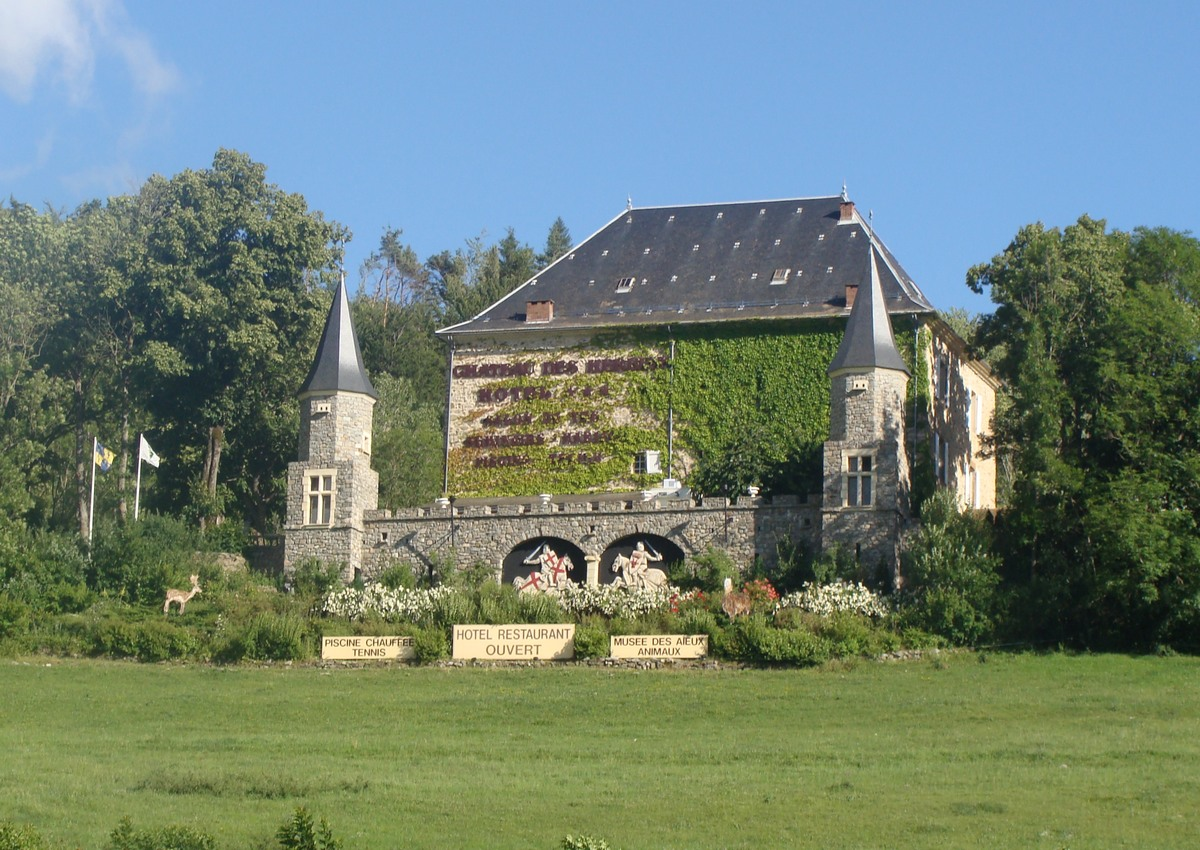
Château des Herbeys

## Geschiedenis
De gemeente maakte deel uit van het kanton Saint-Firmin totdat dit op 22 maart 2015 werd opgeheven en de gemeenten werden opgenomen in het aangrenzende kanton Saint-Bonnet-en-Champsaur. Op 1 januari 2018 fuseerde Chauffayer met Les Costes en Saint-Eusèbe-en-Champsaur tot de commune nouvelle Aubessagne.

## Geografie
De oppervlakte van Chauffayer bedraagt 11,0 km², de bevolkingsdichtheid is 30,4 inwoners per km².
De onderstaande kaart toont de ligging van Chauffayer met de belangrijkste infrastructuur en aangrenzende gemeenten.

## Demografie
Onderstaande figuur toont het verloop van het inwonertal.
Vanwege een beveiligingsprobleem met de MediaWiki Graph-software is het momenteel niet mogelijk deze grafiek weer te geven. Zodra de software is bijgewerkt zal de grafiek vanzelf weer zichtbaar worden.